# Челябинский механический завод
Не следует путать с названием района «ЧМЗ» и с Челябинским металлургическим заводом (ныне «ЧМК»).
Челябинский механи́ческий заво́д — машиностроительное предприятие по производству автомобильных кранов марки КС «Челябинец», кранов на гусеничном ходу марки «ДЭК» и специальных кранов. Расположено в Челябинске.

## История

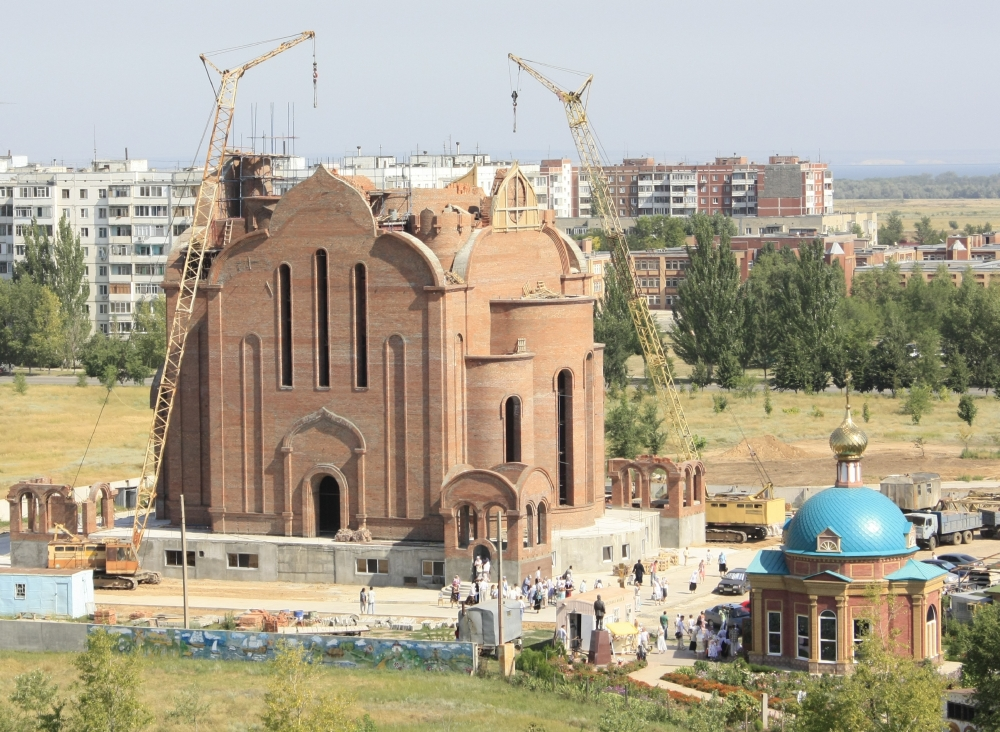
Два крана ДЭК-251 в Волгодонске

Челябинский механический завод основан в 1942 году на базе котельно-механического завода, эвакуированного в Челябинск из Харькова. В военные годы на предприятии выпускали котлы, нестандартное оборудование для тепловых электростанций и другую продукцию для энергетиков.
Программа завода 1947 года предусматривала выпуск десяти железнодорожных кранов ДЖ-10 с дизель-механическим приводом, грузоподъёмностью 10 тонн.
Номенклатура 1949 года составила 18 различных типов машин.
В 1950 году произведён железнодорожный кран ДЖ-15 с дизель-механическим приводом. Грузоподъёмность 15 тонн на вылете 4,5 метра.
1951 год — выпуск опытного железнодорожного крана с паровым приводом ПЖ-25. Грузоподъёмность 25 тонн на вылете 6 метров.
В 1953 году впервые выпущены землесосы 20Р-7 — 25 единиц.
1955 год — выпуск гусеничных кранов: ПК-3 с электрическим приводом, грузоподъёмностью 5 тонн на вылете 6 метров и ДЭК-25Г с дизель-электрическим приводом г/п 25 тонн на вылете 4,25 м.
1956 год ознаменовался выпуском первого гусеничного крана ДЭК-20 грузоподъёмностью 20 тонн на вылете 4,5 метра. Кран мог работать с грейфером и удлинённой стрелой до 20 м.
В 1957 году создан гусеничный кран ПК-3М с электрическим приводом. Предназначался для рытья широких канав, котлованов на торфяном и мягком минеральном грунтах, а также для перегрузки торфа и угля в железнодорожные вагоны. Кран поставлялся с крюком, с двухчелюстным или восьмилепестковым грейфером.
1958 год — началась разработка технического проекта топливноперегрузочного крана ТПК-4.
В 1961 году запущен в производство гусеничный кран ДЭК-50, грузоподъёмностью 50 тонн на вылете 6 метров.
1964 год — участие на первой в ССР[уточнить] международной выставке строительных и дорожных машин, где экспонировался кран ДЭК-25Г. Предприятие получило первое авторское свидетельство, объект изобретения — лебёдка. Прошли опытные испытания валочно-транспортного агрегата.
В 1965 году начато производство кранов ТПК-4 м.
1967 год — освоен грейферный кран ДЭК-161, предназначенный для перегрузки топлива на складах тепловых электростанций. Стал выпускаться вместо ТПК-4.
В 1970 году начато производство козлового электрического крана КК-20-32, предназначенного для погрузочно-разгрузочных работ при обслуживании материальных и топливных складов. Максимальная грузоподъёмность 20 т. Высота подъёма 8,65 м, вылет консоли 8 м.
В июле 1971 года кран ДЭК-251 был аттестован по высшей категории качества СССР. С января начато серийное производство дизель-электрических кранов этой марки.
В 1975 году прошли испытания нового крана ДЭК-631, г/п 63 т на вылете 5,1 м на основной стреле 18 м. Кран оснащался сменным стреловым оборудованием позволяющим увеличивать высоту до 62 м.
1976 год — начат выпуск грунтового насоса, применяемого в земснаряде 500—600 м с подачей пульпы 5000-7000 м3/ч при напоре 80-82 м.
В 1977 году прошли государственные испытания крана ДЭК-631 в УС Конаковской ГРЭС (Калининская область) и опытного образца крана ДЭК-251 в грейфером исполнении на Электрогорской ГРЭС (Московская область).

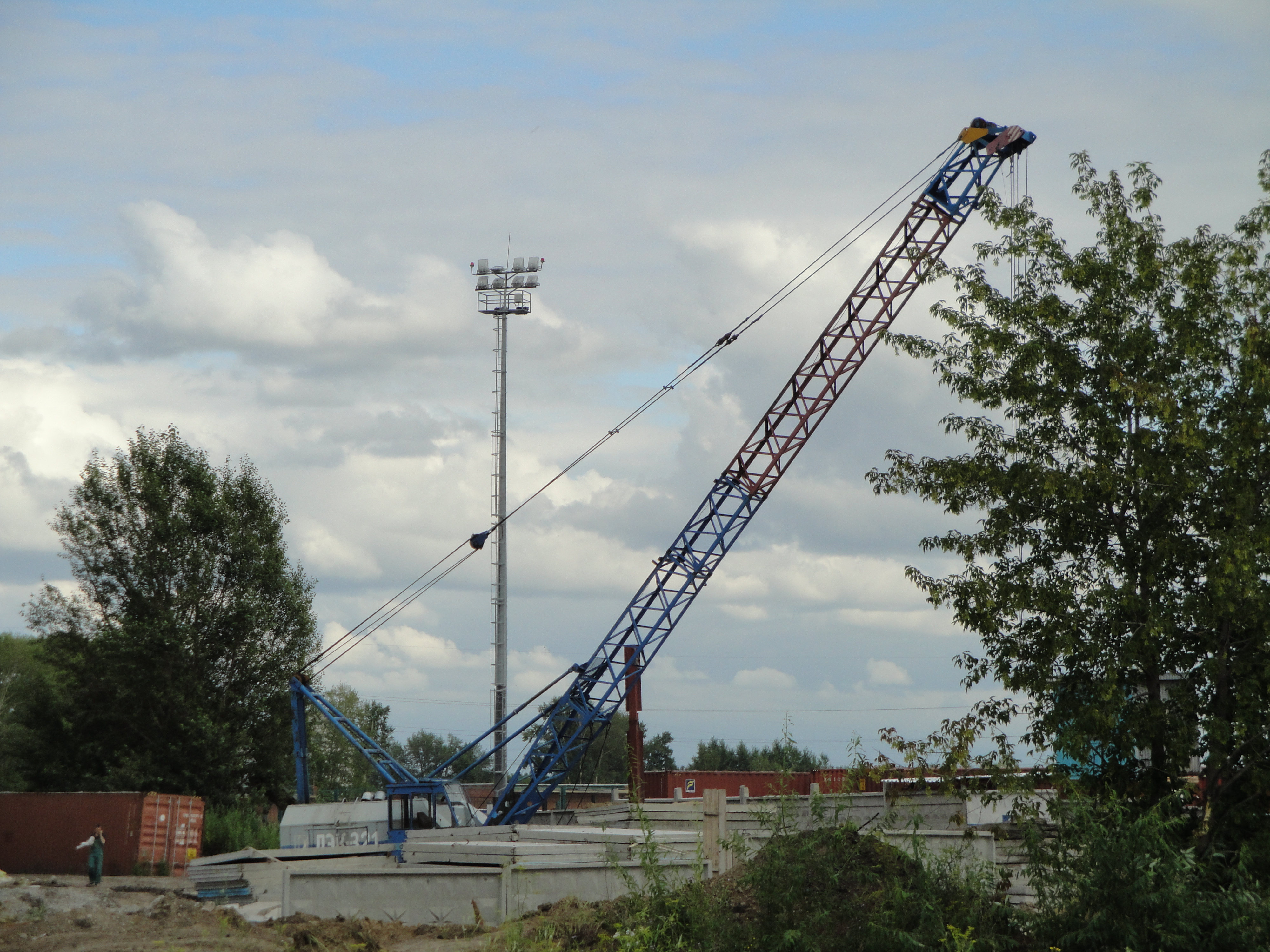
ДЭК-321

1980 год — выпущены опытные краны с дизелем Д-16. Изготовлены опытные образы землесоса 20Р11М.
В 1982 году изготовлен кран ДЭК-50 с новой ходовой платформой. Внедрён горизонтально-расточный станок SKODA, производительность труда увеличилась на 20 %.
1983 год — заводские испытания нового гусеничного крана ДЭК-252, разработанного на базе ДЭК-25.
В 1984 году прошли государственные испытания крана ДЭК-252 в ПМК Камгэсэнергостроя (г. Алушта). Изготовлен и поставлен в республику Куба монтажный комплекс КМК-140 для возведения газоотводящего ствола дымовой трубы ТЭС Гавана (высота 175 м). Выпущен кран ДЭК-50 с новой ходовой платформой.
1985 год — начато серийное производство гусеничных кранов ДЭК-631 грузоподъёмностью 63 тонны.
1987 год — на участке механической обработки внедрены станки с ЧПУ. В результате снизилась трудоёмкость токарной обработки на 270 н/ч в год, производительность труда увеличилась на 40 %, повысилось качество изготовления деталей.
В 1990 году произведён опытный образец гусеничного крана ДЭК-631А.
1991 год — освоено серийное производство крана ДЭК-631А. Изготовлен опытный образец ДЭК-251А грузоподъёмностью 32т с максимальной высотой подъёма 40 м.
В 1994 году осуществлена поставка первой партии кранов QY16HK — «Челябинск-Харбин» на шасси КАМАЗ с гидравлическим приводом.
В 1995 году начинается производство автокранов с гидравлическим приводом. Первые краны грузоподъёмность 16т разработаны и изготовлены совместно с «Харбинским инженерно-строительным заводом» (КНР) на шасси КАМАЗ.
1998 год — изготовлен агрегат профилегибочный, предназначенный для изготовления профилированного настила.
В 1999 году на кран КС-45721 была введена надпись ЧЕЛЯБИНЕЦ и эмблема Знака соответствия. Освоено производство автокранов КС-45721 ЧЕЛЯБИНЕЦ грузоподъёмностью 22,5 т на шасси полноприводных автомобилей УРАЛ и КАМАЗ.
2000 год — для Магнитогорского металлургического комбината на базе крана ДЭК-631А спроектирован и изготовлен кран с электромагнитом и бойным шаром (вес последнего 10-12 т). Так же для ММК спроектированы и изготовлены партии тормозов ТКМП-200, ТКМП-300, ТКМП-400, ТКМП-500 и грейферы V=12м3.
В 2001 году начат выпуск кранов ДЭК-631А с Ярославскими дизелями ЯМЗ-236 и ЯМЗ-238 с предпусковыми подогревателями ПЖД-30. Изготовлен кран КС-45721 на шасси КАМАЗ, проведены заводские и приёмочные испытания.
2002 год — запущен в серийное производство автомобильный кран КС-45721 грузоподъёмностью 25 тонн на шасси КАМАЗ (6х4). Изготовлен автокран КС-45721 г/п 25 тонн на шасси УРАЛ (8х8). Освоено производство монтажного гусеничного крана МКГ-25.01Б грузоподъёмностью 25 т.
В 2003 году начинается выпуск гусеничного крана ДЭК-321 г/п 32 т. Запущен в серийное производство автокран КС-55730 г/п 32 т на шасси МАЗ и УРАЛ. Закуплен и введён в работу лазерный комплекс Bystronic (Швейцария) для контурной и точной резки металла с самым большим в России столом для раскроя. Внедрён комплекс станков с ЧПУ HASS.
7 октября 2004 года Челябинским механическим заводом произведён 15000-й кран. Им стал автомобильный кран ЧЕЛЯБИНЕЦ на шасси УРАЛ.
2004 год — разработан новый гусеничный кран ДЭК-361* г/п 36 т, оснащённый гидроприводом. Изготовлены первые автокраны КС-45721 г/п 25 тонн на шасси TATRA (6х6) и УРАЛ-4320-1912-44 (6х6). Прошли испытания крана ДЭК-321 в башенном исполнении.
В апреле 2005 года произведён кран переставной полноприводный КП-32 г/п 32 т.
2006 год — выпущен 1000-й автокран КС-45721 «Челябинец» г/п 25 т. Приобретён листогибочный пресс Bystronic (Швейцария).
В 2007 году освоено производство крана ДЭК-401 грузоподъёмностью 40 т.
2008 год — реализация проекта «Внедорожный кран грузоподъёмностью 32 тонны на серийном шасси УРАЛ-4320». Первые испытания крана КС-55733. Разработка конструктивных и технологических улучшений серийной техники. Начато внедрение принципов системы бережливого производства LEAN-production. Выпущен 2000 автомобильный кран ЧЕЛЯБИНЕЦ.
2009 год — создана серия кранов специального назначения грузоподъёмностью 8-40 тонн и кран переставной ЧЕЛЯБИНЕЦ г/п 15 т, предназначенный для работы в составе буровых установок. Изготовлен гусеничный кран ДЭК-401 г/п 40 т.

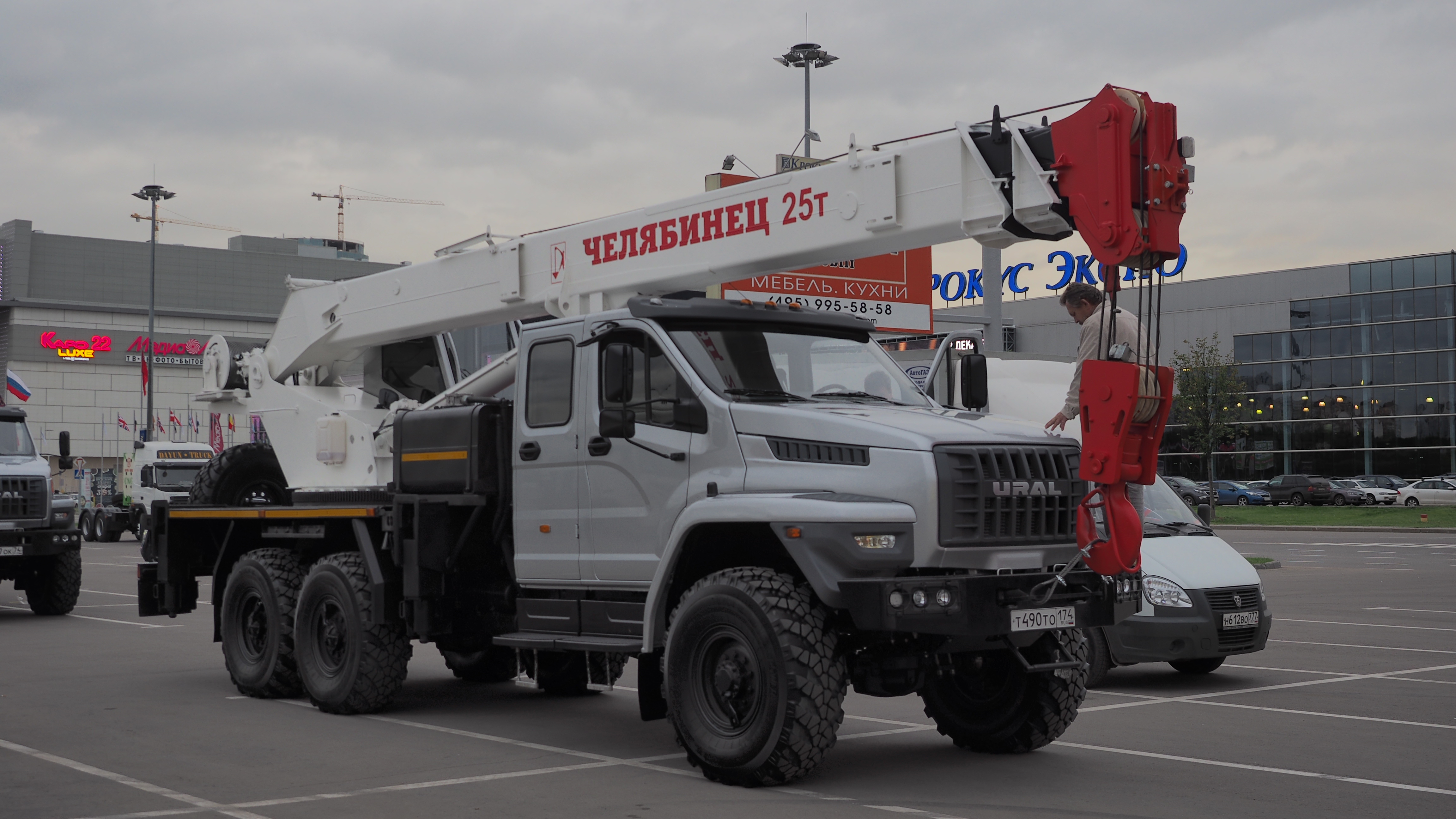
Автокран «Челябинец» с телескопической стрелой на базе Урал NEXT

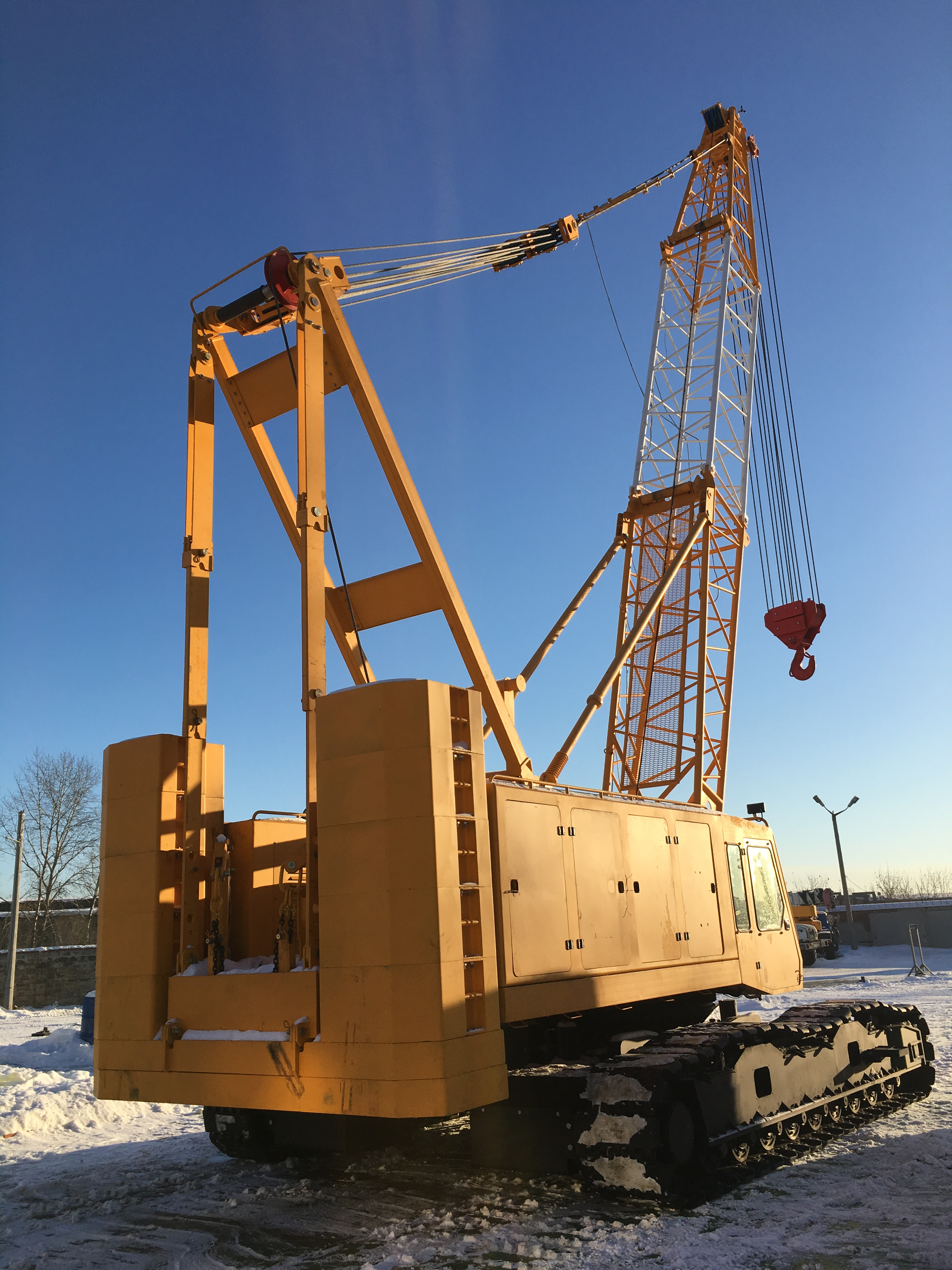
ДЭК-501

2010 год — проводится капитальная модернизация автокранов «Челябинец» — устанавливаются новые агрегаты гидравлической системы подъёма стрелы. В регионах РФ открываются Представительства ОАО «ЧМЗ». Внедряется концепция «Индивидуальный кран для заказчика». Новинки года — КС-45721 на шасси КАМАЗ-43118 и КС-65711 на шасси КАМАЗ-6520.
В 2011 году представлен кран-снегоболотоход КС-55733Б «Челябинец» грузоподъёмностью 32 тонны на шасси КМП (8х8), изготовленный в соответствии с техническими требованиями транспортных предприятий газодобывающих компаний.
В 2012 году созданы автомобильный кран КС-55732 с четырёхсекционной стрелой длиной 28,1 метров и гусеничный монтажный кран нового поколения ДЭК-323.
2013 год — запущены в серийное производство КС-55732 грузоподъёмностью 25 тонн (длина стрелы 32,7) и КС-65717 грузоподъёмностью 50 тонн.
В 2014 году освоена гусеничная тележка ходовая для перемещения отвалообразователя.
В 2015 −2017 годах завод представил новые модели гусеничных кранов ДЭК- 361* грузоподъёмностью 36 тонн, ДЭК-501 грузоподъёмностью 50 тонн, а также на базе крана ДЭК — 631А за счёт некоторых конструктивных изменений был создан кран ДЭК- 801 грузоподъёмностью 80 тонн.
С мая 2019 года Челябинский механический завод начал выпуск модернизированных автокранов грузоподъемностью 25 тонн.
В 2020 году представлена модель гусеничного крана ДЭК-802, грузоподъёмностью 80 тонн.
В 2021 году Челябинский механический завод отгрузил три гусеничных крана (два ДЭК-802 и один ДЭК-361) и два автомобильных крана в Антарктиду для строительства нового зимовочного комплекса станции «Восток». Техника в специсполнении Antarctica использовалась на побережье Антарктиды и на побережье в районе станции «Восток».
В 2022 году Челябинский механический завод начал серийно изготавливать крановые установки грузоподъемностью 16-40 тонн на гусеничных трелевочных шасси.
В мае 2025 года Челябинский механический завод запустил в серийное производство бортовые автомобили с крано-манипуляторной установкой грузоподъемностью 8 и 9 тонн.

### Продукция
Челябинский механический завод выпускает автомобильные краны марки «Челябинец» грузоподъемностью 16 – 60 тонн, гусеничные краны ДЭК грузоподъемностью 25 – 100 тонн, изготавливает спецтехнику по индивидуальным заказам.

### Руководство завода
- 1942—1943 гг. — Науменко Н. П.
- 1943—1946 гг. — Лейбин Е. П.
- 1946—1949 гг. — Лапшин В. А.
- 1949—1951 гг. — Щеглов М. К.
- 1951—1968 гг. — Михайлов П. Ф.
- 1968—1983 гг. — Блохин Л. Г.
- 1983—1987 гг. — Манжола Б. Н.
- 1987—2004 гг. — Вагин Ю. П.
- 2004—2009 гг. — Вагин П. Ю.
- 2009—2013 гг. — Перескоков А. К.
- с 2013 г. — Вагин П. Ю[8].

## Награды
- За трудовые заслуги в годы войны коллектив завода награждён Знаменем Государственного Комитета Обороны СССР.
- 18 августа 1945 года за успешное освоение ряда строительно-монтажных механизмов завод был награждён Знаком «Отличник социалистического соревнования Наркомэлектро».
- В 1967 году предприятие удостоено дипломов первой степени ВДНХ за создание и освоение выпуска гусеничных кранов ДЭК-161 и ДЭК-50.
- В 1969 году за создание и освоение выпуска крана ДЭК-161 завод награждён Дипломом 1 степени, а группа ведущих специалистов и передовиков производства — медалями ВДНХ.
- В 1971 году стреловой кран ДЭК-251 на гусеничном ходу с электрическим приводом, аттестован по высшей категории качества. В последующем в 1974, 1977, 1980 и 1983 годах решением Государственной аттестационной комиссии срок действия Знака качества продлевался каждый раз на три года.
- В 1972 году за достижение наивысших результатов во Всесоюзном социалистическом соревновании в ознаменование пятидесятилетия образования СССР Челябинский механический завод награждён юбилейным почётным знаком.
- На юбилейной выставке 1972 года, посвящённой 20-летию выставочного объединения «Машиноэкспорт» кран ДЭК-251 награждён Дипломом 1 степени Главного комитета ВДНХ.
- В 1975 году ДЭК-50 аттестован по высшей категории качества, а в 1978 году первая категория качества была продлена ещё на 3 года.
- 1976 г. — по итогам работы за год завод занял первое место и награждён переходящим Красным Знаменем Министерства энергетики и электрификации СССР и ЦК профсоюзов. А за достижение наивысших показателей в выполнении девятого пятилетнего плана и социалистических соревнованиях награждён переходящим Красным Знаменем, Памятным знаком за трудовую доблесть с занесением на всероссийскую доску почёта на ВДНХ СССР.
- В 1977 году Челябинский механический завод в числе пяти предприятий города назван победителем во Всесоюзном соревновании, удостоен Памятного Знака и занесён на Всесоюзную доску Почёта на ВДНХ СССР.
- 20 октября 1978 года решением Государственной аттестационной комиссии козловой кран КК-20-32 аттестован на первую категорию качества на 3 года. В 1984 году ему вновь был выдан Знак качества.
- В июне 1984 года решением Государственной аттестационной комиссии к первой категории качества отнесён землесос 20Р-11М.
- 1985 г. — кран ДЭК-631 участник экспозиции ВДНХ «Строительство тепловых и атомных электростанций». Разработчики проекта крана награждены медалями ВДНХ.
- В 1987 году авторы проекта крана ДЭК-251 награждены медалями ВДНХ по результатам экспозиции выставки достижений народного хозяйства.
- В 2009 году инновационные, современные и максимально адаптированные под требования потребителей технические решения гусеничного крана ДЭК-401 были признаны «Новинкой года» в конкурсе «100 лучших товаров России».
- В 2012 году ОАО «ЧМЗ» удостоен диплома II степени в конкурсе «Инновации в строительстве» за внедрение и разработку современной дорожно-строительной техники.
- В 2013 году КС-55732 ЧЕЛЯБИНЕЦ признал лауреатом регионального конкурса «20 лучших товаров Челябинской области».
- В 2013 году новинка — КС-55732 ЧЕЛЯБИНЕЦ — названа лучшим товаром Челябинской области и удостоена двух федеральных наград в конкурсе «100 лучших товаров России». Автокран признан лучшим в номинации «Продукция производственно-технического назначения», а за особые достижения в улучшении качества и безопасности награждён дипломом «Новинка».
- В 2013 году в номинации «Промышленник года» победителем признан генеральный директор ОАО «ЧМЗ» Пётр Юрьевич Вагин.
- В 2023 году Челябинский механический завод получил звание лауреата Премии Правительства Российской Федерации 2023 года в области качества[3].